# Mustapha Benghernaout
Mustafa Benghernaout o Mostefa Benghernaout, es un video artista Argelino nacido en Mostaganem, Argelia. Está conocido por haber realizado un cortometraje sobre los peligros del aprovechamiento del gas de lutita titulado "Agua insalubre" (Unsafe water),.

## Filmografía
"Agua insalubre" (Unsafe water) 2015

## Recompensas
Segundo premio del público Concurso de cortometrajes CLER Oscuro 2015
Audiencia Choice Award 4th Annual Water: Take 1 Online Short Film Festival 2016.